# Emil Grünenfelder
Johann Aemilian Grünenfelder auch Emil Grünenfelder (* 6. Juni 1873 in Vilters-Wangs; † 25. Mai 1971 in St. Gallen; heimatberechtigt in Vilters-Wangs) war ein Schweizer Jurist und Politiker.

## Leben

### Familie
Emil Grünenfelder war der Sohn des Kleinbauern und Zimmermann Johann Anton Grünenfelder.
Er war seit 1901 mit Maria (* 1877), der Tochter von Johannes Nüssli, Müller, Wirt und Kaufmann, verheiratet; 1966 feierte das Paar seine Eiserne Hochzeit.
1909 erwarb er die Ruine Burg Gräpplang und veräusserte diese 1912 weiter, mit der Bedingung, dass die Ruine nicht abgerissen werden dürfte.
Seine Beisetzung erfolgte in Vilters-Wangs.

### Werdegang
Nach dem Besuch des Gymnasiums in Schwyz besuchte Emil Grünenfelder das Lyzeum in Stans und immatrikulierte sich 1894 an der Universität Freiburg zu einem Studium der Rechtswissenschaften, das er an der Universität Bern fortsetzte und 1896 als Lizenziat in Rechtswissenschaft beendete.
Von 1898 bis 1899 war er Praktikant im Anwaltsbüro von Carl Zurburg in Altstätten und darauf von 1899 bis 1920 als selbständiger Rechtsanwalt in Flums tätig; in dieser Zeit war er von 1912 bis 1915 Verlagsleiter der Zeitung Sarganserländer. In seiner Anwaltskanzlei absolvierten der spätere Ständerat Adolf Suter 1908 und der spätere Präsident des Bundesgerichts Hans Steiner ihre Praktika. 1912 war der spätere Liechtensteiner Landtagspräsident Wilhelm Beck bei ihm als Rechtsanwalt tätig.
1910 erfolgte seine Beförderung zum Major der Infanterie in der Schweizer Armee; mit der Beförderung wurde er auch zum Kommandeur des Bataillons 82 ernannt. Er wurde 1917 zum Oberstleutnant befördert.

### Politisches und gesellschaftliches Wirken
Von 1909 bis 1920 war Emil Grünenfelder konservativer St. Galler Grossrat sowie von 1921 bis zu seinem Rücktritt 1942, im Regierungsrat des Kantons St. Gallen und stand dort dem Justizdepartement vor; sein Nachfolger im Regierungsrat wurde Paul Müller, als Vorsteher des Justizdepartements folgte ihm Josef Riedener (1892–1965). Er war von 1926 bis 1927, von 1932 bis 1933 sowie von 1937 bis 1938 Landammann und 1939 Vizelandammann sowie vom 4. Dezember 1905 bis zu seiner Abwahl am 5. Dezember 1943 auch Nationalrat. Im Nationalrat befasste er sich vor allem mit juristischen Fragen und wurde 1924, als Nachfolger des verstorbenen Peter Anton Ming, in die Alkoholkommission, die für die Prüfung der Eidgenössischen Alkoholverwaltung zuständig war, gewählt und hatte im darauffolgenden Jahr deren Vorsitz; er beendete 1974 seine Tätigkeit in der Kommission. Als Kommissionspräsident folgte ihm der Ständerat Paul Altwegg (1884–1952). 
Er wurde 1909 Präsident der katholisch-konservativen Partei (siehe Christlichdemokratische Volkspartei) des St. Galler Oberlandes (siehe Wahlkreis Sarganserland).
1909 wurde er durch den Grossen Rat in die Kommission bestellt, die sich mit der Versorgung des Kantons mit elektrischer Kraft beschäftigte.
Aufgrund seiner Motion beschloss der Regierungsrat von St. Gallen 1910, die von der Maul- und Klauenseuche heimgesuchten Gemeinden finanziell zu unterstützen; im selben Jahr stimmte er für die Proporzwahl des Nationalrats, die jedoch erst 1918 angenommen wurde (siehe Eidgenössische Volksinitiative «für die Proporzwahl des Nationalrates»). Er unterzeichnete 1910 einen Aufruf an das Schweizervolk, in dem gegen den Gotthardvertrag aufgerufen wurde und er wurde Mitglied der Kommission im Grossen Rat, die sich mit der Revision der Kantonsverfassung beschäftigte, um die Vereinigung der Gemeinden St. Gallen, Tablat und Straubenzell zu ermöglichen.
1911 reichte er eine Motion ein, in der der Grosse Rat aufgefordert wurde, zu prüfen, ob der Verkehr mit Automobilen verboten oder eingeschränkt werden könne; der Grosse Rat erklärte die Motion für erheblich. Im darauffolgenden Jahr schlug die zur Prüfung gegründete Kommission vor, dass die Buchserbergstrasse gesperrt werden solle.
Er wurde 1912 Mitglied und Präsident der staatswirtschaftlichen Kommission im Grossen Rat.
1917 unterstützte er eine Motion, die den Regierungsrat aufforderte, das Gesetz über die Besorgung der Angelegenheiten des katholischen und des evangelischen Konfessionsteiles einer Revision zu unterziehen. Im darauffolgenden Jahr reichte er eine Motion ein, in der er den Nationalrat aufforderte, dass bei Volksabstimmungen zweimal abzustimmen sei, in einer ersten Abstimmung solle über einen Initiativentwurf oder einem Gegenentwurf abgestimmt werden, und in einer zweiten Abstimmung solle über die Annahme des vorgezogenen Entwurfs abgestimmt werden. In einer weiteren Motion, setzte er sich für ein Verbot der Bildung von Soldatenvereinigungen ein.
1918 vermittelte er ein Gespräch zwischen Wilhelm Beck und dem Schweizer Bundespräsidenten Felix Calonder, als es um die Unterstützung des Vorarlberg ging. 
Er war ein vehementer Verfechter des sogenannten Schweizerbürger-Prinzips im sankt-gallischen Wahlrecht und gab den Anstoss zur Flumser Initiative, die 1920 als Grundlage für die Grossratswahlen nicht mehr die Zahl der Gesamtbevölkerung, sondern nur noch jene der Schweizer Bürger durchsetzte. 1963 kämpfte er wiederum erfolgreich für das gleiche Anliegen.
Er wurde 1921, als Nachfolger des verstorbenen Johann Baptist Schubiger (1848–1920) in die internationale Rheinregulierungskommission (siehe Rheinregulierung (Alpenrhein)) delegiert.
1924 unterstützte er die Revision des Fabrikgesetzes.
Er wurde 1924 für den zurückgetretenen Hans Ruckstuhl zum Vizepräsidenten der kantonalen Schweizerischen Konservativen Volkspartei gewählt und war in der Zeit von 1927 bis 1936, als Nachfolger des zurückgetretenen Eduard Guntli, Präsident der Konservativen Volkspartei des Kantons St. Gallen; ihm folgte als Präsident Josef Riedener. 1940 wurde er zum Vizepräsidenten des Zentralkomitees der Partei gewählt.
1925 trat er aus dem Landwirtschaftlichen Klub der Bundesversammlung (siehe Gruppen der Bundesversammlung (Schweiz)) aus.
Er sprach sich 1926 gegen eine bauliche Maßnahme aus, bei der im Nationalratssaal eine Rednertribüne errichtet werden sollte, um die Akustik zu verbessern. Er erhob Bedenken, es könnte eine direkte Beschränkung der Redefreiheit sich daraus ergeben. Die Notwendigkeit jedes Wort und jeden Redner zu verstehen, verstehen zu können und zu müssen, ist gar nicht vorhanden.
Er sprach sich 1929 gegen eine Änderung des § 107 ("Schwangerschaftsabbruch") des eidgenössischen Strafrechts aus. Im darauffolgenden Jahr forderte er, dass Personen, die zu einer Geldstrafe verurteilt wurden, diese zu einer Gefängnisstrafe umgewandelt werden solle, wenn die Geldstrafe nicht bezahlt werde.
1932 erfolgte seine Wahl in die Tabakzollkommission sowie, als Nachfolger von Emil Mäder, in die Nationalrätliche Besoldungskommission.
Unter seinem Vorsitz empfahl 1935 der Parteiausschuss der konservativen Volkspartei des Kantons St. Gallen dem Kantonalkomitee zur Annahme der Totalrevision der Bundesverfassung. Diesen Vorschlag unterstützte er auch 1938 in einem Aufruf an das Schweizer Volk.
1938 sass er der nationalrätlichen Kommission für die Erweiterung der Verfassungsgerichtsbarkeit vor, die von der Kommission mehrheitlich abgelehnt wurde.
Für den Kanton St. Gallen war er massgeblich an der Ausarbeitung von dessen Gesetz über die Zivilrechtspflege, des Einführungsgesetzes zum Zivilgesetzbuch mit dazugehörender Vollziehungsverordnung, des Einführungsgesetzes zum Strafgesetzbuch und einer Vielzahl von Erlassen zum Wasserrecht und Fischereiwesen beteiligt. Er wirkte ebenfalls an der Ausarbeitung des Schweizer Strafgesetzbuches mit.
Er erwirkte die Einführung der Pachtjagd im Kanton St. Gallen, womit die Gemeinden zusätzliche Einnahmen erzielten, setzte sich für das Seez-Meliorationswerk ein, und war unter anderem von 1900 bis 1970 Präsident des Seezunternehmens, das den Unterhalt der Wasserbauten besorgte. Für die Rhein- und Linthebene war er auch aktiv in der Meliorationskommission tätig.

## Mitgliedschaften
Emil Grünenfelder war Mitglied der kantonalen landwirtschaftlichen Gesellschaft.

## Schriften (Auswahl)
- Die Gesetzesvorlage für das schweiz. Strafrecht. In: Walliser Volksfreund vom 10. Juni 1939. S. (Digitalisat).
- Die Geschichte des Seez-Unternehmens von 1851–1865. Gewässerkorrektionen, Drainagen, Gütereinteilungen in der Seeztalebene von Mels, Flums und Walenstadt. Mels, 1965.